# 毛果网籽草
毛果网籽草（学名：Dictyospermum scaberrimum）是鸭跖草科网籽草属的植物。分布在斯里兰卡、印度尼西亚、印度、台湾岛以及中国大陆的西藏、广西、云南、广东、贵州、海南等地，生长于海拔800米至2,100米的地区，一般生长在山谷林中，目前尚未由人工引种栽培。

## 别名
糙叶水竹叶（海南植物志），大水竹叶（云南植物名录）

## 异名
- Aneilema scaberrimum (Blume) Kunth